# البطريركيات الخمس

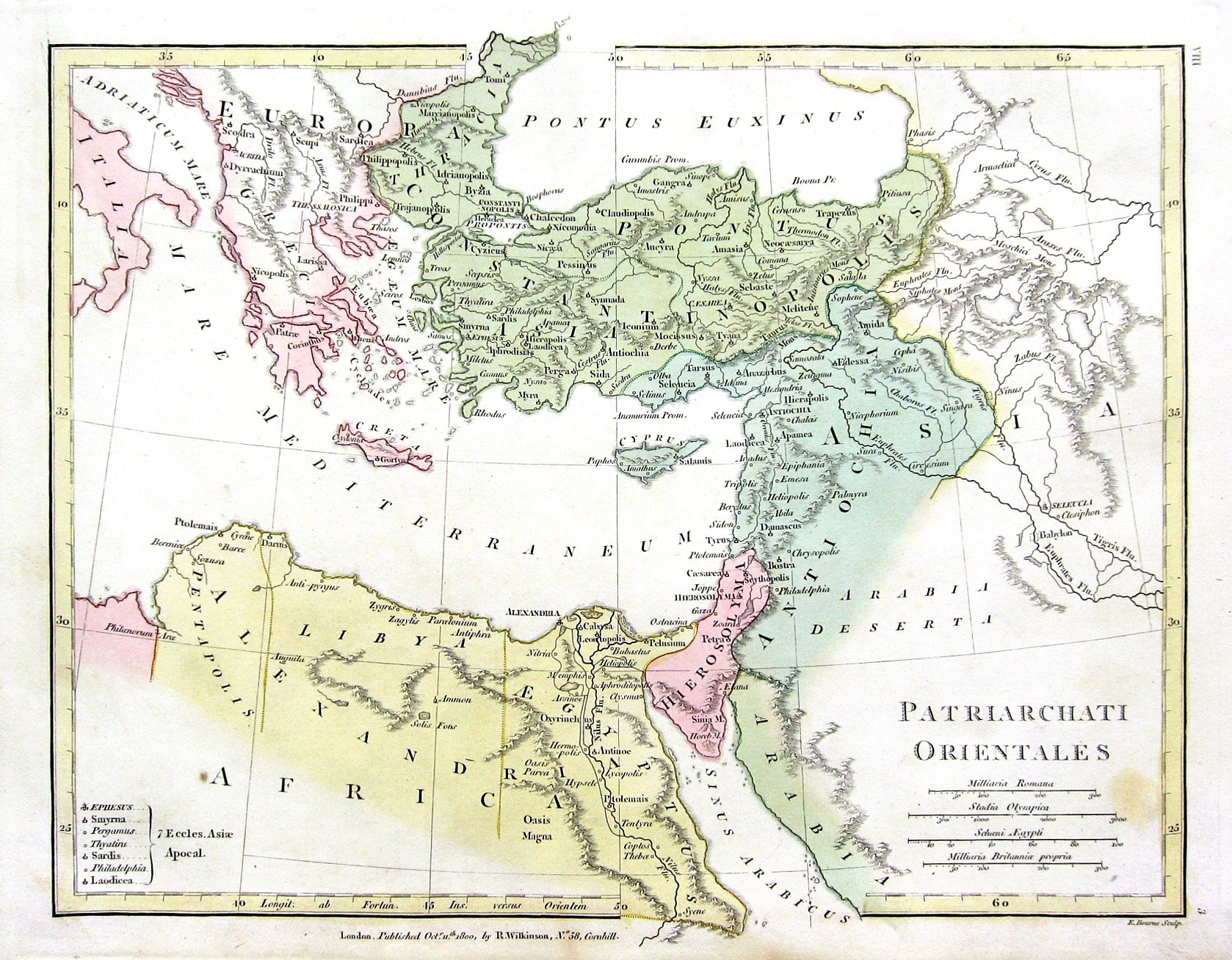
خريطة للبطريركيات الخمس في عهد الإمبراطور جستنيان. في هذه النسخة تظهر اليونان بأكملها تحت السلطة التشريعية للكرسي الرسولي بروما. الإمبراطور ليو الثالث وسع حدود بطريركة القسطنطينية باتجاه الغرب والشمال في القرن الثامن الميلادي.

البطريركيات الخمس ((بالإغريقية: Πενταρχία)‏، من πέντε (pénte) بمعنى «خمسة»، و ἄρχειν (archein) بمعنى «يحكم») هو نظام ترتيب كنسي دعمته الكنيسة الأرثوذكسية الشرقية تاريخيًا. صيغت قواعده من قوانين الإمبراطور الروماني جستنيان الأول (527-565). في هذا النظام يحكم الكنيسة المسيحية بطاركة الكراسي الأسقفية الخمسة الرئيسية للإمبراطورية الرومانية: روما، والقسطنطينية، والأسكندرية [الإنجليزية]، وأنطاكية، والقدس.
نبعت الفكرة من الأهمية السياسية والكنسية للكراسي الخمسة، لكن مفهوم سلطتها الشاملة والحصرية ارتبط بهيكل الإمبراطورية الرومانية الإداري. نصت القوانين على هذه السلطة لأول مرة في مدونة الإمبراطور جستنيان الأول، في المادة 131 من الدساتير الجديدة [الإنجليزية]. وأعترف بهذا الترتيب مجمع ترللو [الإنجليزية] لعام 692 وصنف الكراسي حسب أهميتها، لكن ظل ترتيبها معتمدا على الإمبراطور، كما حدث عندما غيّر ليو الإيساوري حدود السلطة البطركية بين روما والقسطنطينية. بعد مجمع ترللو لاقي مفهوم البطريركيات الخمس قبولا في الأرثوذكسية الشرقية، ولكن ليس بشكل واسع في المسيحية الغربية، التي رفضت مجمع ترللو ومفهوم البطريركيات الخمس.
جاءت أهمية هذه الكراسي لأسباب سياسية وكنسية. فهي موجودة في مدن ومناطق مهمة من الإمبراطورية الرومانية وتعتبر مراكز مهمة للكنيسة المسيحية. برزت روما والإسكندرية وأنطاكية منذ بدايات المسيحية، بينما برزت القسطنطينية بعدما أصبحت المقر الإمبراطوري في القرن الرابع، وبعد ذلك أصبحت تلي روما مباشرة من حيث الأهمية. بينما حصلت القدس على مكانة شعائرية بسبب أهميتها في بدايات المسيحية. استبعد جستنيان ومجمع ترللو الكنائس الموجودة خارج الإمبراطورية من ترتيب البطريركيات الخمس، مثل كنيسة المشرق المزدهرة وقتذاك في بلاد فارس الساسانية، والتي اعتبروها مهرطقة. وداخل الإمبراطورية لم يعترفوا إلا بالخلقيدونيين (أو الملكيين) القائمين في مناصبهم، بنما اعتبروا المطالبين غير الخلقيدونيين في الإسكندرية وأنطاكية غير شرعيين.
الاقتتال الداخلي بين الكراسي ولا سيما التنافس بين روما (التي اعتبرت نفسها مسيطرة على كل الكنائس) والقسطنطينية (التي فرضت سيطرتها على الكراسي الشرقية الأخرى والتي رأت نفسها مساوية لروما مع روما «أولاً بين أنداد»)، حال دون تحول نظام البطريركيات الخمس إلى واقع إداري فعال. أدت الفتوحات الإسلامية للإسكندرية والقدس وأنطاكية في القرن السابع لأن تصبح القسطنطينية السلطة الفعلية الوحيدة في الشرق، وبعد ذلك أصبح مفهوم «البطريركيات الخمس» رمزيا بصورة كبيرة.
أدت التوترات بين الشرق والغرب، والتي بلغت ذروتها في الانشقاق العظيم، وظهور كراسي مطرانية قوية ومستقلة إلى حد كبير وبطريركيات خارج الإمبراطورية البيزنطية في بلغاريا وصربيا وروسيا، إلى تآكل أهمية الكراسي الإمبراطورية القديمة. واليوم، لا تزال كراسي روما والقسطنطينية فقط لها السلطة على كنيستين رئيسيتين، الأولى (روما) على رأس الكنيسة الكاثوليكية الرومانية والثانية (القسطنطينية) لها سلطة رمزية على الكنيسة الأرثوذكسية الشرقية.